# Polen op het Eurovisiesongfestival
Polen doet sinds 1994 mee aan het Eurovisiesongfestival. In totaal heeft het land nu 27 keer aan het liedjesfestijn deelgenomen.

## Geschiedenis

### Jaren 90

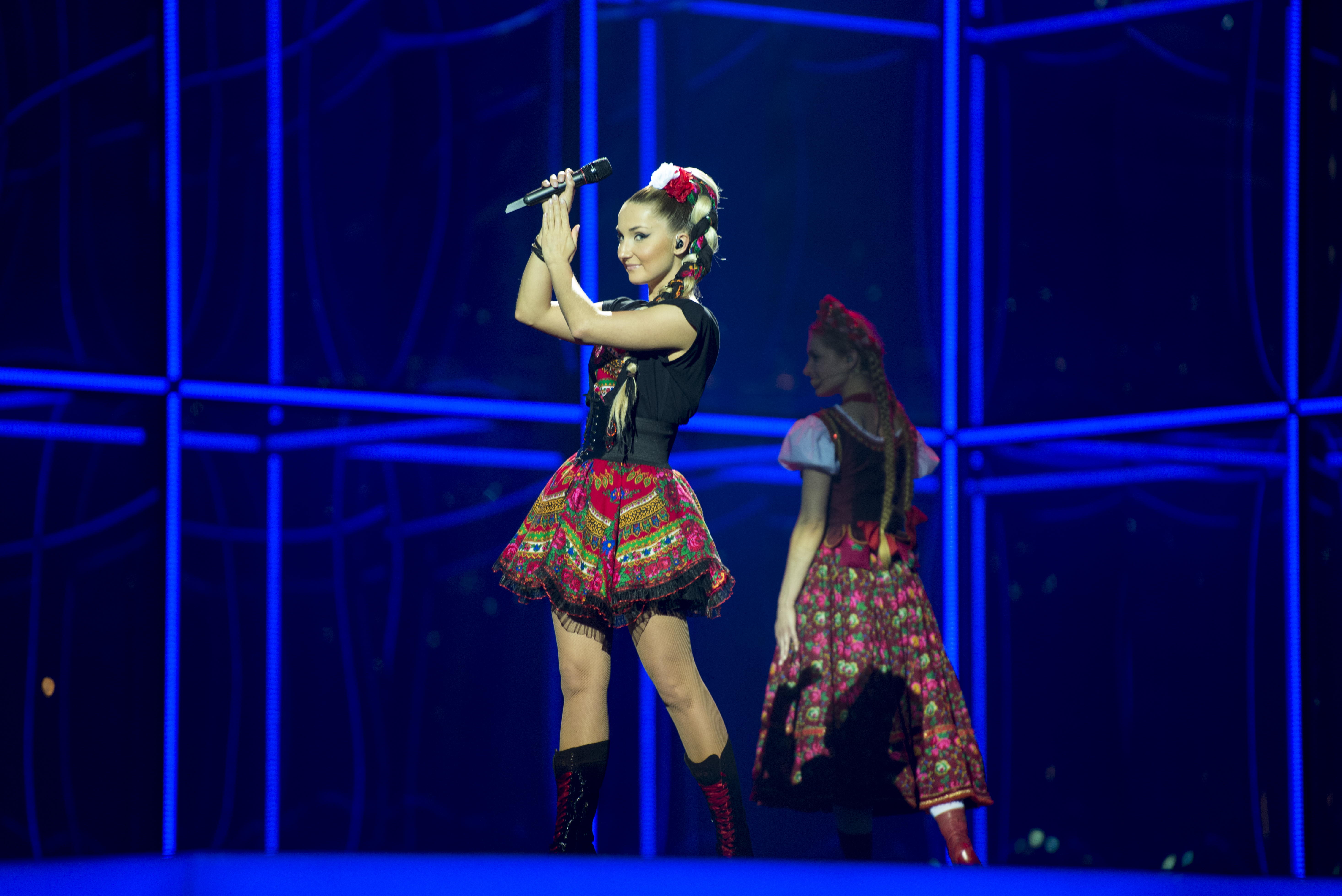
Donatan & Cleo op het songfestival van 2014 in Kopenhagen

Polen trad in 1994 voor het eerst aan op het Eurovisiesongfestival, in een periode dat ook veel andere Oost-Europese landen hun debuut maakten. De Poolse omroep TVP hield een interne selectie en koos zangeres Edyta Górniak als eerste deelnemer. Tijdens de repetities in Dublin ontstond enige opschudding toen Górniak haar lied To nie ja! deels in het Engels zong. Dit was volgens het destijds geldende reglement niet toegestaan en zes landen riepen ertoe op om Polen te diskwalificeren. Dit ging uiteindelijk niet door, maar Górniak werd evenwel gewaarschuwd dat zij op het eigenlijke festival alleen in het Pools mocht aantreden. Ondanks de aanvankelijke ophef maakte het lied indruk in Europa. Polen kreeg van vijf landen het maximumaantal van 12 punten en eindigde achter gastland Ierland op de tweede plaats. Tot op heden is dit het beste resultaat dat Polen op het songfestival heeft behaald.
Het succes van 1994 werd in de jaren erop gevolgd door matige resultaten. Polen eindigde in de rest van de jaren negentig steeds onopvallend in de middenmoot. In 2000 en 2002 mocht Polen niet meedoen aan het Eurovisiesongfestival vanwege te lage scores in de jaren voordien.

### Vanaf 2003
Na 1994 eindigde Polen in 2003 voor de tweede keer in de top 10; het in drie talen gezongen nummer Keine Grenzen - Żadnych granic van de groep Ich Troje behaalde toen een zevende plaats.
In 2004 werd de halve finale op het Eurovisiesongfestival ingevoerd. Polen hoefde daar, dankzij de top 10-notering van een jaar eerder, echter nog niet aan deel te nemen en was direct gekwalificeerd voor de finale. Hierin stelde de groep Blue Café echter teleur met een 17de plaats. Vanaf 2005 moest Polen wel ieder jaar aantreden in de halve finales. Tot en met 2011 werden zes van de zeven Poolse inzendingen hierin uitgeschakeld, zij het soms nipt: in 2005 en 2006 eindigde Polen in de halve finale op de elfde plaats, waar de beste tien doorgingen. In deze periode haalde Polen alleen nog de finale in 2008 met het nummer For life van Isis Gee, maar werd daarin laatste met veertien punten.
In 2012 trok Polen zich terug voor het Eurovisiesongfestival in Bakoe. De omroep wou zich concentreren op het nakende EK voetbal 2012 dat in Polen en Oekraïne georganiseerd zou worden. Vermoed werd echter dat de terugtrekking ook te maken had met de slechte Poolse resultaten op de voorbije songfestivals. Ook in 2013 zag Polen af van deelname.
Sinds 2014 neemt het land wel weer deel. In 2014 trokken Donatan & Cleo na een interne selectie met het nummer My Słowianie naar Kopenhagen. Ze wisten Polen naar de finale te loodsen, en eindigden daar op de 14de plaats. In 2015 werd Polen vertegenwoordigd door Monika Kuszyńska, die in de finale op de 23ste plaats strandde. In 2016 zong Michał Szpak voor Polen het nummer Color of your life. Het lied stootte door naar de finale, waar het de achtste plaats behaalde. Na de stemmen van de jury's stond Polen nog op de voorlaatste plaats, maar dankzij de televoting maakte Szpak een grote sprong naar de top 10. In 2017 haalde Kasia Moś met Flashlight eveneens de finale, waar ze eindigde op de 22ste plaats. In 2018, 2019 en 2021 haalde Polen de finale drie festivals op rij (het Eurovisiesongfestival 2020 werd door de coronapandemie afgelast) echter niet. In 2022 haalde Krystian Ochman wel weer een finaleplaats voor Polen, hij eindigde uiteindelijk als twaalfde. Een jaar later, in 2023, eindigde Blanka Stajkow op de negentiende plaats.

## Taal
Tot 1999 was het voor de landen op het Eurovisiesongfestival verplicht om in de eigen taal te zingen. De Poolse inzendingen werden in die periode dan ook vertolkt in het Pools. Nadat in 1999 de vrije taalregel werd ingevoerd, heeft Polen vaker Engelstalige liedjes naar het festival gestuurd, soms in combinatie met het Pools of een andere taal. In 2003 en 2007 trad de groep Ich Troje aan met meertalige liedjes, waarin ook Russisch en Duits voor kwam. De inzending van 2004 bevatte een paar regels in het Spaans.

## Poolse deelnames
| Jaar | Artiest                   | Titel                         | Fin. | Ptn. | Semi | Ptn. | Taal                             |
| ---- | ------------------------- | ----------------------------- | ---- | ---- | ---- | ---- | -------------------------------- |
| 1994 | Edyta Górniak             | To nie ja!                    | 2    | 166  |      |      | Pools                            |
| 1995 | Justyna Steczkowska       | Sama                          | 18   | 15   |      |      | Pools                            |
| 1996 | Kasia Kowalska            | Chcę znać swój grzech         | 15   | 31   |      |      | Pools                            |
| 1997 | Anna Maria Jopek          | Ale jestem                    | 11   | 54   |      |      | Pools                            |
| 1998 | Sixteen                   | To takie proste               | 17   | 19   |      |      | Pools                            |
| 1999 | Mietek Szcześniak         | Przytul mnie mocno            | 18   | 17   |      |      | Pools                            |
| 2001 | Piasek                    | 2 long                        | 20   | 11   |      |      | Engels                           |
| 2003 | Ich Troje                 | Keine Grenzen, żadnych granic | 7    | 90   |      |      | Pools, Duits en Russisch         |
| 2004 | Blue Café                 | Love song                     | 17   | 27   | X    | X    | Engels                           |
| 2005 | Ivan & Delfin             | Czarna dziewczyna             | X    | X    | 11   | 81   | Pools en Russisch                |
| 2006 | Ich Troje                 | Follow my heart               | X    | X    | 11   | 70   | Pools, Engels, Duits en Russisch |
| 2007 | The Jet Set               | Time to party                 | X    | X    | 14   | 75   | Engels                           |
| 2008 | Isis Gee                  | For life                      | 24   | 14   | 10   | 42   | Engels                           |
| 2009 | Lidia Kopania             | I don't wanna leave           | X    | X    | 12   | 43   | Engels                           |
| 2010 | Marcin Mroziński          | Legenda                       | X    | X    | 13   | 44   | Engels en Pools                  |
| 2011 | Magdalena Tul             | Jestem                        | X    | X    | 19   | 18   | Pools                            |
| 2014 | Donatan & Cleo            | My Słowianie - we are Slavic  | 14   | 62   | 8    | 70   | Pools en Engels                  |
| 2015 | Monika Kuszyńska          | In the name of love           | 23   | 10   | 8    | 57   | Engels                           |
| 2016 | Michał Szpak              | Color of your life            | 8    | 229  | 6    | 151  | Engels                           |
| 2017 | Kasia Moś                 | Flashlight                    | 22   | 64   | 9    | 119  | Engels                           |
| 2018 | Gromee feat. Lukas Meijer | Light me up                   | X    | X    | 14   | 81   | Engels                           |
| 2019 | Tulia                     | Fire of love (pali się)       | X    | X    | 11   | 120  | Engels en Pools                  |
| 2021 | Rafał                     | The ride                      | X    | X    | 14   | 35   | Engels                           |
| 2022 | Ochman                    | River                         | 12   | 151  | 6    | 198  | Engels                           |
| 2023 | Blanka                    | Solo                          | 19   | 93   | 3    | 124  | Engels                           |
| 2024 | Luna                      | The tower                     | X    | X    | 12   | 35   | Engels                           |
| 2025 | Justyna Steczkowska       | Gaja                          | 14   | 156  | 7    | 85   | Pools en Engels                  |

## Punten
Hoewel Duitsland vaak wel wat punten over heeft voor Polen, is er geen duidelijk patroon waar te nemen wat betreft landen die vaker voor Polen stemmen dan andere. Ook andersom stemt Polen vaak vooral op de landen die uiteindelijk hoog eindigen en niet in het bijzonder op buur- of andere bevriende landen. Sinds de eerste deelname van Oekraïne in 2003 is dit beeld enigszins veranderd; dat land kreeg tot nu toe hoger dan gemiddelde punten van Polen.
De tabellen beslaan de periode 1994-2025. Punten uit halve finales zijn hierin niet meegerekend.
| Plaats | Land        | Punten |
| ------ | ----------- | ------ |
| 1      | Oekraïne    | 202    |
| 2      | Zweden      | 137    |
| 3      | Noorwegen   | 96     |
| 4      | Italië      | 81     |
| 5      | Israël      | 74     |
| 5      | Zwitserland | 74     |

| Plaats | Land                | Punten |
| ------ | ------------------- | ------ |
| 1      | Duitsland           | 89     |
| 2      | Verenigd Koninkrijk | 76     |
| 3      | Ierland             | 67     |
| 4      | Oekraïne            | 61     |
| 5      | Frankrijk           | 59     |

### Twaalf punten gegeven aan Polen
| Aantal | Land                | Wanneer            |
| ------ | ------------------- | ------------------ |
| 2      | Oekraïne            | 2022 (t), 2023 (t) |
| 2      | Oostenrijk          | 1994, 2016 (t)     |
| 1      | België              | 2016 (t)           |
| 1      | Duitsland           | 2003               |
| 1      | Estland             | 1994               |
| 1      | Frankrijk           | 1994               |
| 1      | Ierland             | 2025 (t)           |
| 1      | IJsland             | 2025 (t)           |
| 1      | Litouwen            | 1994               |
| 1      | Verenigd Koninkrijk | 1994               |

(j) = vakjury; (t) = televoting

### Twaalf punten gegeven door Polen
(Vetgedrukte landen waren ook de winnaar van dat jaar.)
| Jaar | Land          | Jaar | Land          | Jaar | Land                    | Jaar | Land                         |
| ---- | ------------- | ---- | ------------- | ---- | ----------------------- | ---- | ---------------------------- |
| 1994 | Hongarije     | 2002 | Geen deelname | 2010 | Denemarken              | 2018 | Oostenrijk (j) Oekraïne (t)  |
| 1995 | Noorwegen     | 2003 | België        | 2011 | Litouwen                | 2019 | Australië (j) IJsland (t)    |
| 1996 | Ierland       | 2004 | Oekraïne      | 2012 | Geen deelname           | 2021 | San Marino (j) Oekraïne (t)  |
| 1997 | Frankrijk     | 2005 | Oekraïne      | 2013 | Geen deelname           | 2022 | Oekraïne (j+t)               |
| 1998 | België        | 2006 | Finland       | 2014 | Nederland               | 2023 | Israël (j) Oekraïne (t)      |
| 1999 | Duitsland     | 2007 | Oekraïne      | 2015 | Zweden                  | 2024 | Zwitserland (j) Oekraïne (t) |
| 2000 | Geen deelname | 2008 | Armenië       | 2016 | Oekraïne (j+t)          | 2025 | Zwitserland (j) Oekraïne (t) |
| 2001 | Estland       | 2009 | Noorwegen     | 2017 | Portugal (j) België (t) |      |                              |

(j) = vakjury; (t) = televoting
1994 · 1995 · 1996 · 1997 · 1998 · 1999 · 2000 · 2001 · 2002 · 2003 · 2004 · 2005 · 2006 · 2007 · 2008 · 2009 · 2010 · 2011 · 2012-2013 · 2014 · 2015 · 2016 · 2017 · 2018 · 2019 · 2020 · 2021 · 2022 · 2023 · 2024 · 2025